# 聖伯多祿廣場
聖伯多祿廣場（義大利語：Piazza San Pietro），亦譯聖彼得廣場，位於梵蒂岡聖伯多祿大殿前，長340公尺，寬240公尺，由貝爾尼尼設計，是羅馬最著名的廣場。整個廣場有兩重的巴洛克式柱廊圍繞。

## 争议
因为在中世紀才建立的广场中竖立着在羅馬帝国時期已被放置于此的方尖碑，而新教認爲该碑是古埃及异教崇拜太阳神的象徵而非簡單的功德碑，因此受到了其他基督教教派（特别是新教）的批評。